# Metasyrphus luniger
Metasyrphus luniger là một loài ruồi trong họ Ruồi giả ong (Syrphidae). Loài này được Meigen mô tả khoa học đầu tiên năm 1822. Metasyrphus luniger phân bố ở vùng Cổ Bắc giới

## Hình ảnh

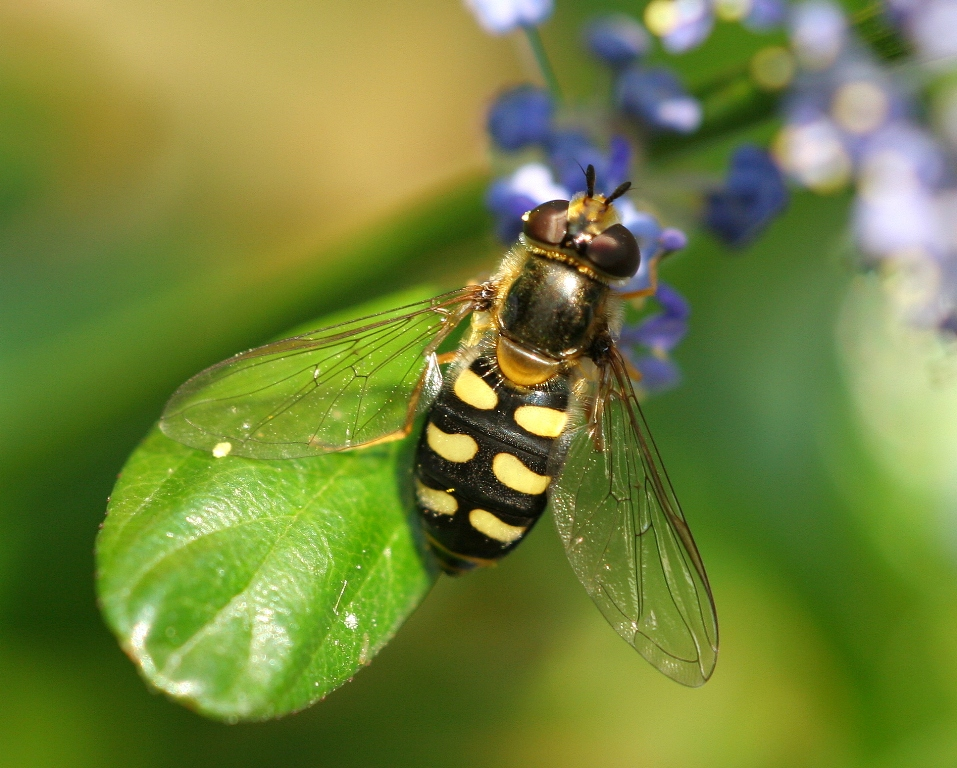
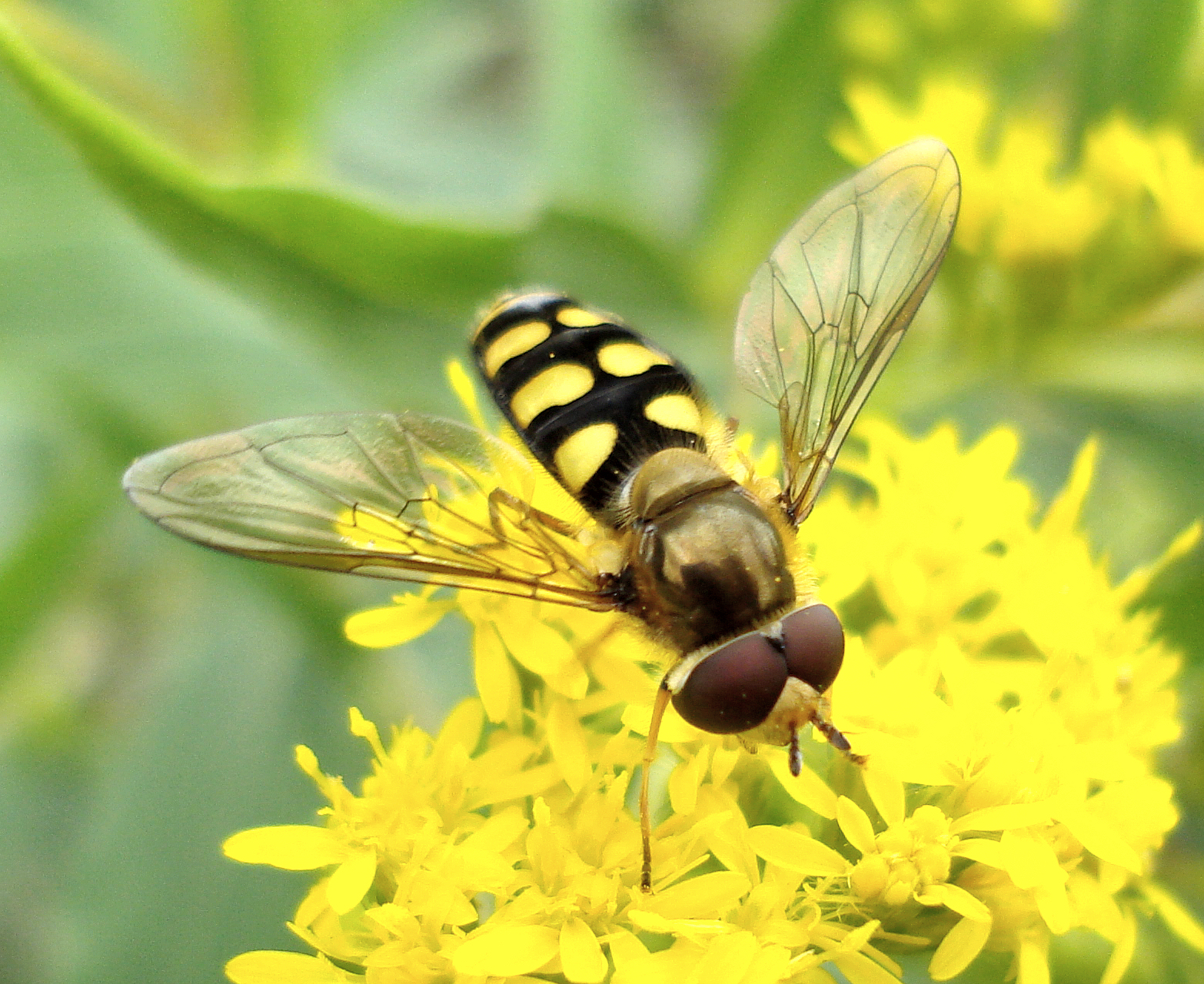